# تجمع بدو الشروج (المكلا)

تعديل مصدري - تعديل

تجمع بدو الشروج هي إحدى قرى عزلة المكلا بمديرية المكلا التابعة لمحافظة حضرموت، بلغ تعداد سكانها 53 نسمة حسب تعداد اليمن لعام 2004.